# خيرمان غونزاليس (لاعب كرة قدم)
خيرمان غونزاليس (بالإسبانية: Germán González García)‏ هو مدرب كرة قدم ولاعب كرة قدم كولومبي، ولد في 26 يناير 1952 في بوغوتا في كولومبيا. لعب مع إنديبنديينتي سانتا في.